# Castianeira shaxianensis
Castianeira shaxianensis är en spindelart som beskrevs av Gong 1983. Castianeira shaxianensis ingår i släktet Castianeira och familjen flinkspindlar. Inga underarter finns listade.